# 조던 피터슨
소고기, 소금, 물만 섭취하는, 패스트푸드에 질린, IQ 신봉자 조던 번트 피터슨(영어: Jordan Bernt Peterson, 1962년 6월 12일 ~ )은 캐나다의 임상심리학자이자 토론토 대학교의 심리학 교수이다. 주 연구 분야는 이상심리학, 사회심리학, 성격심리학 등이며, 종교적·이념적인 믿음에 대한 심리학이나 성격 및 생산성의 평가와 향상에 대해서도 깊이 관심을 기울이고 있다.
피터슨은 앨버타 대학교에서 심리학을 전공하여 학부를 마쳤고, 그 후 맥길 대학교에서 심리학 박사 학위를 취득하였으며, 박사 학위 취득 후 연구원(post-doctoral fellow)으로 2년 간(1991~1993) 맥길 대학교에서 더 머물렀다. 그는 1998년에 모국인 캐나다로 돌아와서 토론토 대학교 심리학부 교수가 되었다.
2016년에 유튜브에 일련의 비디오를 게시하기도 하였는데, 표현의 자유의 함의에 근거한 정치적 올바름과 캐나다 정부의 Bill C-16 법안에 대한 비판이 주 내용이다. 동영상 게시 이후 상당한 미디어 매체에서 보도가 되었고 많은 지지자들이 생겨났다. 이때를 기점으로 수많은 강연들과 강의들을 하기 시작했고 현 시점에서 가장 영향력 있는 지식인 중 하나란 평도 받았다.

## 저술
피터슨의 첫 번째로 저술한 책인 <Maps of Meaning: The Architecture of Belief>(의미의 지도: 믿음의 구조)는 1999년 출판되었으며, 믿음과 미신 체계의 구조를 설명하기 위해 여러 학문 분야를 살펴본 책이다. 감정의 통제, 의미의 창조, 집단학살에 대한 동기부여 등에서의 믿음과 미신의 역할을 중점적으로 다루었다.
그의 두 번째 저서 12 Rules for Life: An Antidote to Chaos'(12가지 인생의 법칙 : 혼돈의 해독제)는 2018년 1월에 출판되었는데, 삶에 대한 간단한 도덕 원칙을 생물학, 문학, 종교, 미신, 임상 경험, 과학적 연구 등으로부터 이끌어 낸 책이다. 이 책은 그의 첫 번째 저서인 'Maps of Meaning' 보다 더 읽기 쉬운(접근성이 높은) 스타일이다.
또한 세 번째 저서로는 12가지 인생의 법칙의 후판인 질서 너머가 있다.

## 같이 보기
- 인지과학
- 노엄 촘스키

## 참고 자료
- 수잔 블랙모어와의 토론(2018)